# Senterpartiet

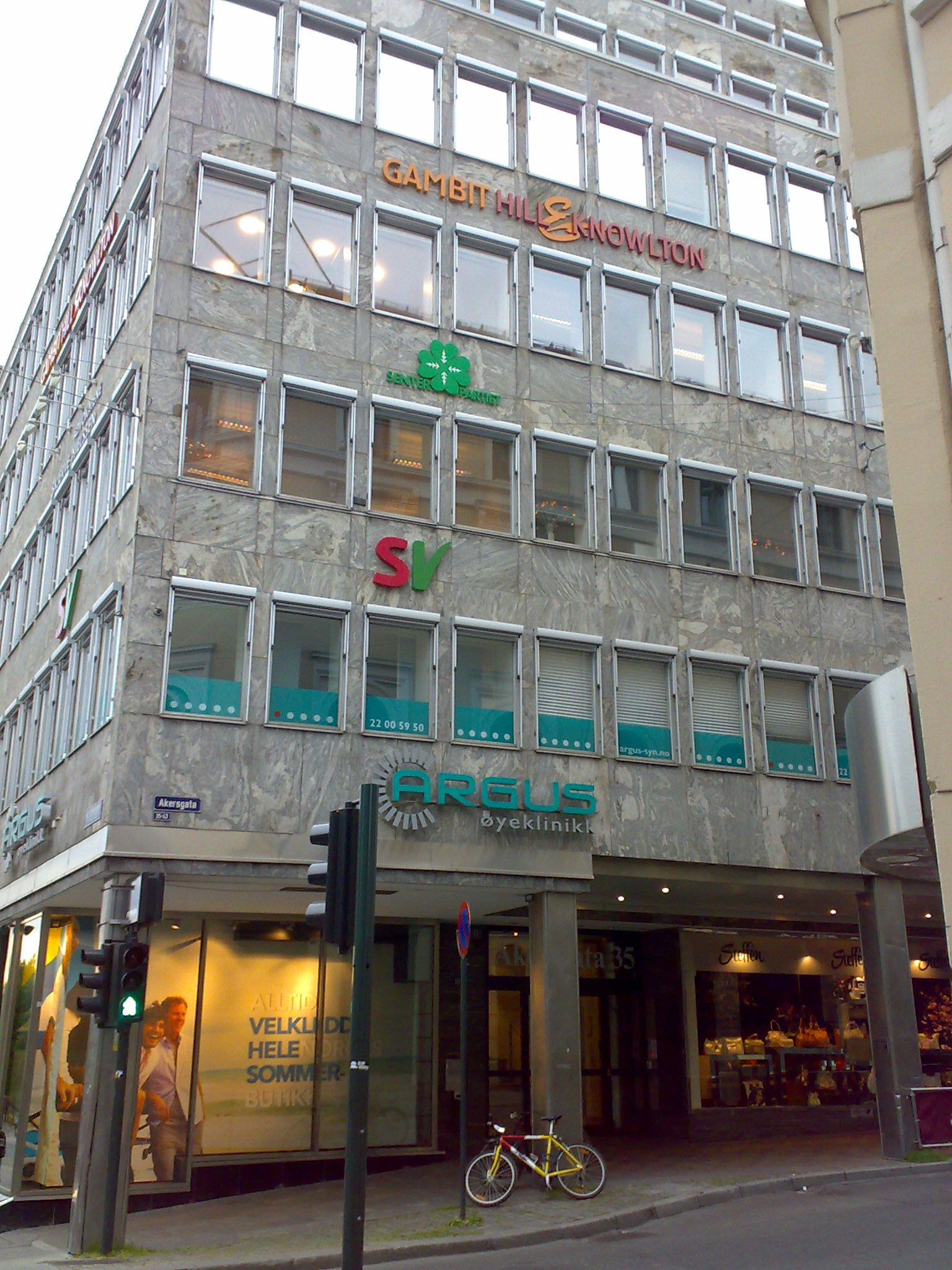
Det tidligere partikansliet i Oslo.

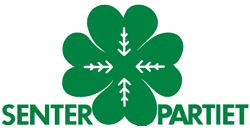
Partisymbolens äldre utformning.

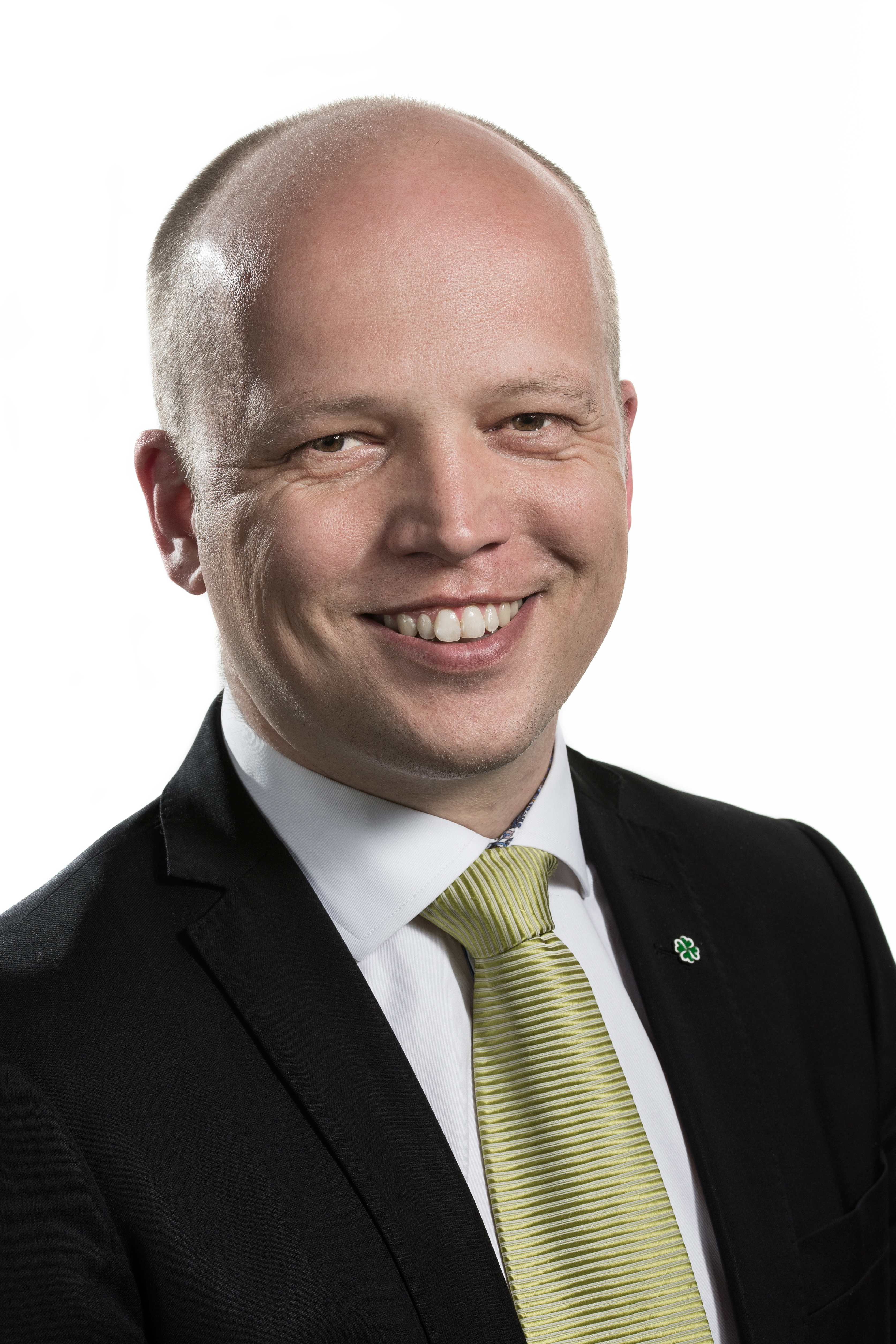
Partiordförande Trygve Slagsvold Vedum.

Senterpartiet (Sp) är ett politiskt parti i Norge, hemmahörande i den politiska mitten. Partiet är ett av de nordiska agrarpartierna och har traditionellt förespråkat decentralisering, stöd för landsbygden och motstånd mot norskt medlemskap i Europeiska gemenskaperna och Europeiska unionen.

## Historia
Bondepartiet bildades den 19 maj 1920 vid Norsk Landmansforbunds årsmöte när denna förening ville ställa upp med kandidater till stortingsvalet 1921. Efter det första världskriget hade inte ekonomin återhämtat sig och arbetslösheten steg samtidigt som livsmedelspriserna sjönk. 1922 blev det officiella namnet Bondepartiet. Partiet drev kravet att skydda det norska jordbruket och fisknäringen genom tullar.
Bondepartiet fick ta över regeringsmakten under lågkonjunkturen 1931–1933 (regeringarna Kolstad och Hundseid) och avskaffade bland annat den norska guldmyntfoten vilket underlättade exporten. Vidkun Quisling var försvarsminister i dessa regeringar. Under den här tiden var partiet mycket antisocialistiskt.
Med Arbeiderpartiet delade Bondepartiet en tro på statliga ingrepp i samhällsekonomin och 1935 gjorde de två partierna upp om den ekonomiska politiken.
Under den tyska ockupationen 1940–1945 var partiet förbjudet. Vid det första valet efter kriget 1945 tog Kristelig Folkeparti många av väljarna och Bondepartiet fick nöja sig med bara 10 av 150 ledamöter i Stortinget. Under åren efter kriget fick partiet nöja sig med att vara i opposition. Precis som i andra västeuropeiska länder skedde en urbaniseringsprocess när landsbygdens folk flyttade in till städerna. En konsekvens av detta blev att partiet 1959 bytte namn, först till Norsk folkestyreparti och senare samma år till Senterpartiet.
Arbeiderpartiet hade regeringsmakten och majoritet i Stortinget bakom sig ända fram till bildandet av den borgerliga regeringen 1965. Statsminister blev Per Borten från Senterpartiet fram till 1971. Efter folkomröstningen om medlemskap i EG den 24–25 september 1972, vilken vanns av nej-sidan vilket ledde till att Arbeiderparti-regeringen avgick, bildades en trepartiregering med Senterpartiet, Kristelig Folkeparti och Venstre som satt fram till 1973.
Trots den debatt som fördes om decentralisering, miljöpolitik och landsbygdens problem gynnade detta inte Senterpartiet vid stortingsvalen utan 1977 förlorade partiet tio mandat. Senterpartiet deltog i trepartiregering med Høyre och Kristelig Folkeparti 1983–1986 och 1989–1990 (Regeringen Willoch II respektive Syse). Den stora skrällen kom vid stortingsvalet 1993 när partiet under Anne Enger Lahnstein blev näst största parti genom sin kritik mot EG/EU.
Senterpartiet deltog i Kjell Magne Bondeviks mittenregering med Kristelig Folkeparti och Venstre 1997–2000 (Regeringen Bondevik I). Från 2005 till 2013 var Senterpartiet åter regeringsparti, men denna gång i koalition med Arbeiderpartiet och Sosialistisk Venstreparti (Regeringen Stoltenberg II). I stortingsvalet 2021 gjorde Senterpartiet sitt bästa valresultat sedan 1993, och partiet ingick därefter från 2021 till februari 2025 i en minoritetsregering med koalitionspartnern Arbeiderpartiet (Regeringen Støre). Senterpartiet lämnade regeringen efter en konflikt med Arbeiderpartiet om energipolitiken, där Senterpartiet motsatte sig att Norge skulle anpassa sig till EU:s regelverk.

## Valresultat
| År   | Röstandel | Mandat |
| ---- | --------- | ------ |
| 1921 | 13,1      | 17     |
| 1924 | 13,5      | 22     |
| 1927 | 14,9      | 26     |
| 1930 | 15,9      | 25     |
| 1933 | 13,9      | 23     |
| 1936 | 11,5      | 18     |
| 1945 | 8,0       | 10     |
| 1949 | 7,9       | 12     |
| 1953 | 9,0       | 14     |
| 1957 | 9,3       | 15     |
| 1961 | 9,3       | 16     |
| 1965 | 9,9       | 18     |
| 1969 | 10,5      | 20     |
| 1973 | 11,0      | 21     |
| 1977 | 8,6       | 12     |
| 1981 | 6,7       | 11     |
| 1985 | 6,6       | 12     |
| 1989 | 6,5       | 11     |
| 1993 | 16,7      | 32     |
| 1997 | 7,9       | 11     |
| 2001 | 5,6       | 10     |
| 2005 | 6,5       | 11     |
| 2009 | 6,2       | 11     |
| 2013 | 5,5       | 10     |
| 2017 | 10,3      | 19     |
| 2021 | 13,5      | 28     |

## Partiledare
- Johan E. Mellbye 1920–1921
- Kristoffer Høgset 1921–1927
- Erik Enge 1927–1930
- Jens Hundseid 1930–1938 (Norges statsminister 1932–1933)
- Nils Trædal 1938–1948
- Einar Frogner 1948–1954
- Per Borten 1955–1967 (Norges statsminister 1965–1971)
- John Austrheim 1967–1973
- Dagfinn Vårvik 1973–1977
- Gunnar Stålsett 1977–1979
- Johan J. Jakobsen 1979–1991
- Anne Enger Lahnstein 1991–1999
- Odd Roger Enoksen 1999–2003
- Åslaug Haga 2003–2008
- Lars Peder Brekk (tillförordnad) 2008
- Liv Signe Navarsete 2008–2014
- Trygve Slagsvold Vedum 2014–